# Edmund Dene Morel

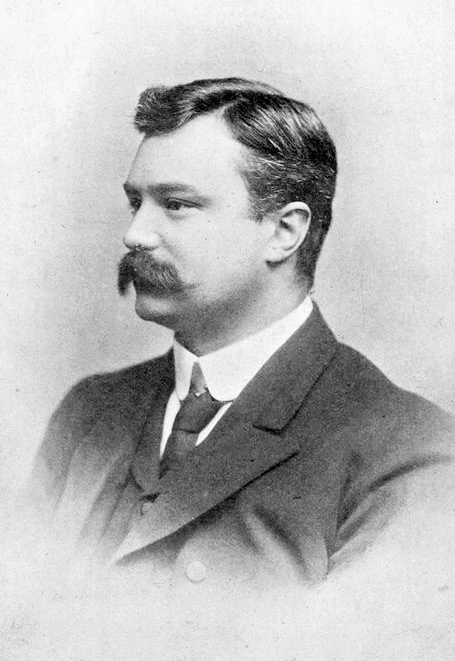
Edmund Dene Morel

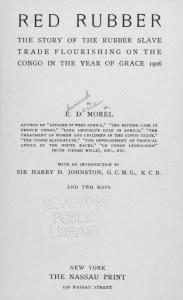
Red Rubber 1906

Edmund Dene Morel, eigentlich Georges Edmond Pierre Achille Morel de Ville (* 10. Juli 1873 in Paris; † 12. November 1924 auf einer Farm in der Nähe von Bovey Tracey, Devon), war ein britischer Journalist, Autor, Politiker und Menschenrechtsaktivist. Die wesentlich von ihm initiierte und erfolgreich geführte Kampagne gegen die Kongogräuel war die erste Menschenrechtsbewegung des 20. Jahrhunderts.

## Leben

### Die ersten Jahre
Edmund Dene Morel wurde 1873 in Paris geboren. Seine Mutter war Engländerin, sein Vater Franzose, der jedoch früh verstarb. Morel selbst beherrschte beide Sprachen fließend. Um etwas Geld zu verdienen und so seine Mutter zu unterstützen, begann er freiberuflich für verschiedene Zeitungen über den Handel mit Afrika zu schreiben. Mit Anfang 20 nahm er eine Stelle bei der britischen Reederei Elder Dempster an, die das Monopol für den Handel mit dem Kongo-Freistaat besaß. Dass Morel die Stelle bekam, lag in seiner Biographie begründet (Afrika-Kenntnisse, gute Ausbildung, Französisch-Kenntnisse). 1896 heiratete er eine Britin, lebte in England, nahm die britische Staatsbürgerschaft an und firmierte ab da nur noch mit den Initialen E. D. Morel.

### Kampf gegen das Zwangsarbeitssystem im Kongo-Freistaat
Elder Dempster besaß das Monopol für den Handel mit dem Kongo-Freistaat. Dieser war Privatbesitz des belgischen Königs Leopold II. Morel hatte aufgrund seiner Arbeitsstellung Akteneinsicht in die Tätigkeiten der Gesellschaft. Als er mit eigenen Augen entdeckte, wie Schiffe, die in den Kongo ausfuhren, praktisch nur mit Waffen beladen wurden, wurde er misstrauisch und begann nachzuforschen. Er entdeckte, dass im Kongo Sklavenarbeit und Zwangsarbeit zur Herstellung von Kautschuk betrieben wurde (sogenannte Kongogräuel; etwa zehn Millionen Afrikaner starben). In der Folgezeit wurde Morel zum größten Kritiker der Zwangsarbeitersituation im Kongo: Er gründete die Congo Reform Association, war Redakteur der von ihm ins Leben gerufenen Zeitung West African Mail, schrieb mehrere Bücher und hielt unzählige Vorträge. Einer seiner Partner in der Congo Reform Association war der Ire Roger Casement, der einen offiziellen Bericht (Casement-Bericht) über die Situation im Kongo-Freistaat für das Vereinigte Königreich verfasste. Beiden gelang es in der ersten modernen Menschenrechtskampagne, eine überwältigende Mehrheit der Bürger im Vereinigten Königreich und den Vereinigten Staaten (im restlichen Europa war der Erfolg zwar durchaus sehenswert, jedoch trotz allem geringer) gegen die Verhältnisse im Kongo zu mobilisieren. Dabei setzten sie auch auf eine neue Erfindung: Die Fotografie, die viele Beispiele der Grausamkeiten darstellte. Bekannt wurde beispielsweise das von Morel veröffentlichte Foto Nsala of Wala in the Nsongo District (Abir Concession). Der Druck der Öffentlichkeit wurde mit der Zeit so stark, dass Leopold II. im März 1908 seinen geliebten Privatbesitz zu einem überhöhten Preis offiziell an den Staat Belgien verkaufen musste. In der Folgezeit verbesserte sich die Situation für die Afrikaner, worauf die Aktion von Morel 1913 feierlich für beendet erklärt und der Sieg ausgerufen wurde.

### Kritik am „sinnlosen Krieg“
Als im August 1914 England in den Ersten Weltkrieg eintrat und Deutschland den Krieg erklärte, trat Morel aus Protest aus der Liberalen Partei aus und gründete die pazifistisch orientierte Union of Democratic Control. Obwohl selbst kein Pazifist, missbilligte er die Kriegserklärung, da seiner Meinung nach das Vereinigte Königreich zwar durch Geheimverträge an (das von Deutschland angegriffene) Frankreich gebunden sei, vom Deutschen Reich aber selbst nicht angegriffen wurde. Die Mehrheit der Briten hatte sein Engagement gegen das Zwangsarbeitssystem im Kongo-Freistaat unterstützt; seiner Verurteilung des Kriegseintritts folgten die Briten nicht. Nachdem er ein pazifistisches Manuskript in die Schweiz geschickt hatte, wurde er 1917 aufgrund eines alten Gesetzes, welches die Veröffentlichung von pazifistischen Büchern in neutralen Ländern verbot, verhaftet und zu sechs Monaten Zwangsarbeit in einem Gefängnis verurteilt.

### Rolle in der KampagneSchwarze Schmach
Nach der Besetzung des Rheinlands durch alliierte Truppen (darunter französische Einheiten aus Schwarzen und Turkos) veröffentlichte Morel mehrere Artikel und Pamphlete, in denen er, teils aus antifranzösischer Motivation, in rassistischer Diktion diese Besetzung durch aus Afrika stammende, vermeintlich „primitive“ Truppen als Kulturschande und „Prostitution“ des Rheinlandes bezeichnete. Diesen Menschen attestierte er eine – oft von Syphilis begleitete – Triebgesteuertheit, die im Gegensatz zu Europäern nicht durch Gesetze reguliert sei, und beschuldigte sie zahlreicher sexueller Übergriffe. Vergewaltigungen durch Schwarzafrikaner hätten – aus, wie er schrieb, „wohlbekannten physiologischen Gründen“! – nicht selten schwere Verletzungen oder den Tod zur Folge. Letztlich reihte sich Morel damit in die gerade in Deutschland nicht nur von nationalistischen Parteien benutzte rassistische und pseudoanthropologische Argumentation ein.

### Morel als Parlamentarier
Nach dem Krieg wurde sein Ruf durch die Labour Party und deren Sieg bei den Wahlen teilweise wiederhergestellt. 1919 gründete er die Monatszeitung Foreign Affairs als amtliches Organ der Union of Democratic Control, deren Leitung er übernahm. Er wurde 1922 ins britische Unterhaus gewählt (und gewann in dieser Wahl sogar gegen den Abgeordneten Winston Churchill, der mitverantwortlich für die Anklage gegen ihn fünf Jahre zuvor gewesen war). Im Parlament konnte er seine große Gabe, sein Redetalent, wieder überzeugend einsetzen und wurde so zu einem der prominentesten und angesehensten Sprecher der Labour Party in Sachen Außenpolitik. Als Anfang 1924 Ramsay MacDonald als erster Abgeordneter der Labour-Party überhaupt zum britischen Premierminister gewählt wurde, sahen viele Leute in Morel den zukünftigen Außenminister, doch war er immer noch in weiten Kreisen der britischen Gesellschaft wegen seines Verhaltens während des Kriegs diskreditiert. Als Ausgleich für den nicht erhaltenen Ministerposten schlug MacDonald ihn als Kandidaten für den Friedensnobelpreis vor – auch wieder erfolglos. Die jahrelange harte Arbeit – zuerst gegen den Kongo-Freistaat, dann gegen den Krieg, am Ende im Gefängnis – kostete ihren Preis. Seit seinem Haftende konnte er sich physisch nie mehr ganz erholen. Auf einem Spaziergang verstarb Edmund Dene Morel am 12. November 1924 mit nur 51 Jahren.

### Würdigung
Edmund Dene Morel war es, der die erste große internationale Menschenrechtsbewegung des 20. Jahrhunderts auslöste. Seine Arbeit gegen den Kongo-Freistaat war zusammen mit dem Casement-Bericht entscheidend dafür verantwortlich, dass Leopold II. den Kongo 1908 an Belgien abtreten musste, so dass sich die Situation für die Afrikaner langsam zu bessern begann. Morel jedoch war keineswegs ein Kritiker des Kolonialismus. Den britischen Kolonialbesitz verteidigte er stets, da die Briten sich um die Entwicklung der Kolonien kümmerten und es deshalb zwischen den britischen Kolonien und dem Kongo einen markanten Unterschied gebe. Die Gräuel und der Massenmord im Kongo-Freistaat gerieten mit der Zeit in Vergessenheit. Auch aus diesem Grund verschwanden die Errungenschaft und die Arbeit von Morel hinter dem Schleier der Geschichte. Erst in den letzten Jahren, als die Vergangenheit des Kongo wieder in den allgemeinen Kanon der Geschichte geriet, erinnerte man sich an Morel, der zu einem großen Teil im Alleingang den Kampf gegen das verbrecherische Tun in der afrikanischen Kolonie aufnahm und sich dabei finanziell fast ruinierte. In dem 1998 erschienenen Buch von Adam Hochschild Schatten über dem Kongo und in dem 2004 produzierten Dokumentarfilm von Peter Bate „Weißer König, roter Kautschuk, schwarzer Tod“ werden die Verdienste Morels um die Beendigung der Privatherrschaft von Leopold II. über den Kongo aufgezeigt.

## Veröffentlichungen
- Affairs of West Africa. 1902.
  - Neuauflage: mit einer Einleitung durch Kenneth Dike Nworah. Frank Cass, London 1968.
- Red rubber : the story of the rubber slave trade flourishing on the Congo in the year of grace 1906

With an introduction by Harry H. Johnston; Neuauflage: New York, Negro Universities Press, 1969, 213 S., ISBN 0-8371-1161-7
- Great Britain and the Congo. 1909.
- The black man's burden. The white man in Africa from the fifteenth century to World War I

E. D. Morel. Repr. ed. 1920
- Der Schrecken am Rhein

E. D. Morel; Vorw. v. Arthur Ponsonby. Übers. v. Hermann Lutz; Berlin: H. R. Engelmann, 1920, 22 S.

## Filme
- Weißer König, roter Kautschuk, schwarzer Tod. Dokumentarfilm, Belgien, 2004, 90 Min., Regie: Peter Bate, Inhaltsangabe von arte
- Schatten über dem Kongo. (OT: King Leopold's Ghost.) Dokumentation, USA 2006, 95 Min., Buch und Regie: Pippa Scott, Produktion: Linden, deutsche Erstsendung: 5. Mai 2008, WDR, Inhaltsangabe vom WDR, Film-Webseite
Preisgekrönte[2] Dokumentation nach dem gleichnamigen Buch (King Leopold's Ghost) von Adam Hochschild.